# رامبو 3
رامبو 3 (بالإنجليزية: rambo3)‏ هو فيلم أمريكي تابع لسلسة أفلام رامبو الـ 4 من بطولة سيلفستر ستالون وريتشارد أنتج 25 مايو عام 1988 م

## التصوير
تم تصوير الفيلم بشكل رئيسي في تايلاند وإسرائيل. وتم تصوير مشهد في Monastary بوذي في شيانغ ماي، تايلاند. وتم تصوير بعض المشاهد في العاصمة التايلاندية بانكوك في حين قتل آخرون في إيلات ويافا وتل أبيب، إسرائيل. وتم تصوير مشاهد النهائي في فورت يوما الهندي الحجز، يوما، أريزونا، الولايات المتحدة الأمريكية.

## وصلات خارجية
- رامبو 3 على موقع IMDb (الإنجليزية)
- رامبو 3 على موقع ميتاكريتيك (الإنجليزية)
- رامبو 3 على موقع روتن توميتوز (الإنجليزية)
- رامبو 3 على موقع نتفليكس (الإنجليزية)
- رامبو 3 على موقع قاعدة بيانات الأفلام العربية
- رامبو 3 على موقع ألو سيني (الفرنسية)
- رامبو 3 على موقع Turner Classic Movies (الإنجليزية)
- رامبو 3 على موقع أول موفي (الإنجليزية)
- رامبو 3 على موقع بوكس أوفيس موجو (الإنجليزية)
- رامبو 3 على موقع فيلمافينيتي (الإسبانية)
- Rambo III at ميتاكريتيك
- Boxoffice information